# Хејли Вонг
Хејли Вонг Ан Јуе (малајс. Hayley Wong Ann Yue, кин: 黄安玉, пинјин: Huáng Ānyù; Бандар Сери Бегаван, 13. мај 2008) брунејска је пливачица, олимпијка и вишеструка национална рекордерка. 
Носила је заставу своје земље на церемонији отварања Летњих олимпијских игара у Паризу 2024. године. 

## Спортска каријера
Дебитовала је у сениорској конкуренцији са свега 14 година, такмичећи се на светском првенству у Будимпешти 2022, остваривши пласмане на 25. место на 200 делфин (званично последње место) и 37. место на 200 мешовито. Годину дана касније поново је пливала на светском првенству, овај пут у јапанској Фукуоки. 
На Играма комонвелта за младе спортисте, одржаним на Тринидаду током августа 2023, испливала је национални рекорд у трци на 50 метара делфин стилом (време од 29,31 секунди). 
На свом трећем узастопном учешћу на светским првенствима, у Дохи 2024, пливала је у квалификацијама трка на 100 слободно (65) и 100 прсно (49. место). 
Захваљујући специјалној позивници учествовала је на Олимпијским играма Паризу 2024. године. У  Паризу је пливала у квалификацијама трке на 50 метара слободним стилом. Наступила је у четвртој квалификационој групи где је пливала у стази 3, и са временом од 28.52 секунди заузела је друго место у својој квалификационој групи, односно укупно 50. место у конкуренцији 79 такмичарки. Заједно са колегом из репрезентације Зикон Чаном, носила је заставу своје земље на дефилеу нација током отварања Игара у Паризу. 